# Ificlo (figlio di Testio)
Ificlo (in greco antico Ίφικλής) è un personaggio della mitologia greca, figlio di Testio e di Euritemi o Deidameia (figlia di Periere) e fratello di Ipermnestra, Plessippo, Evippo, Euripilo Altea e Leda.

## Mitologia
Fu uno degli Argonauti e partecipò alla caccia al cinghiale Calidonio dove fu anche il primo a colpirlo con la lancia.